# Gustavo Vassallo
Gustavo Enrique Vassallo Ferrari (Lambayeque, 6 settembre 1978) è un ex calciatore peruviano, di ruolo attaccante.

## Carriera

### Club
Ha giocato in Serie B con il Palermo in una sola partita e conta anche una presenza in Coppa Italia contro il Napoli. È stato il primo calciatore peruviano della storia della società rosanero.

### Nazionale
Ha collezionato 5 presenze in nazionale, segnando 3 gol.

## Palmarès

### Club

#### Competizioni nazionali
- Campionato peruviano: 1

Sporting Cristal: 2005